# El vagabundo y la estrella
El vagabundo y la estrella es una película española de género comedia-musical estrenada en 1960, codirigida por Mateo Cano y José Luis Merino y protagonizada en los papeles principales por Alfredo Kraus, Ana Esmeralda y Antonio Casal.
Se trata de la segunda incursión de Kraus como actor en el mundo del cine tras la película Gayarre de 1959.
La B.S.O. de la película fue editada por el sello discográfico Carillon, propiedad del propio Alfredo Kraus.  De esta grabación discográfica, el maestro Enrique Belenguer Estela dirigió las 6 arias de ópera (la Cara A del primigenio disco de vinilo) y el maestro Salvador Ruiz de Luna dirigió las 4 canciones compuestas por él mismo ex profeso para la película, además de otras 2 composiciones (la Cara B del primigenio disco de vinilo).

## Sinopsis
Un joven y afamado cantante de ópera es continuamente asediado por los paparazzi, la prensa y las multitudes de fanes. Por ello decide cambiar de vida para permanecer en el anonimato y se traslada a vivir a España. Durante el trayecto es asaltado por unos ladrones que le roban el coche y el dinero, pero conoce a Bartolo, un vagabundo con el que entabla una entrañable amistad. Una vez en España conoce a Mercedes, una guapa y exitosa bailarina, que le trata como si fuera pobre, ya que él decide no contarle la verdad.

## Reparto
| - Alfredo Kraus como Jorge Salcedo / Peter Kaufman - Ana Esmeralda como Mercedes Abril - Antonio Casal como Bartolo - Ángela Bravo - José Calvo como Eufrasio - Isarco Ravaioli - Antonio Puga - Celia Foster - Aníbal Vela - Josefina Serratosa - Ena Sedeño - Julio Goróstegui - Juan Cortés - Manuel Arbó | - Rufino Inglés - Charito Trallero - Diana Lorys - Mara Laso - Montserrat Laguna - Paula Martel - Ángel Calero - Juan Cazalilla - Luis Vilar - Anastasio Campoy - Ángel del Pozo - José Luis Uribarri - Antonio Molino Rojo |